# Hårgurka
Hårgurka (Sicyos angulatus) är en gurkväxtart som beskrevs av Carl von Linné. Enligt Catalogue of Life ingår Hårgurka i släktet hårgurkor och familjen gurkväxter, men enligt Dyntaxa är tillhörigheten istället släktet hårgurkor och familjen gurkväxter. Arten förekommer tillfälligt i Sverige, men reproducerar sig inte. Inga underarter finns listade i Catalogue of Life.

## Bildgalleri

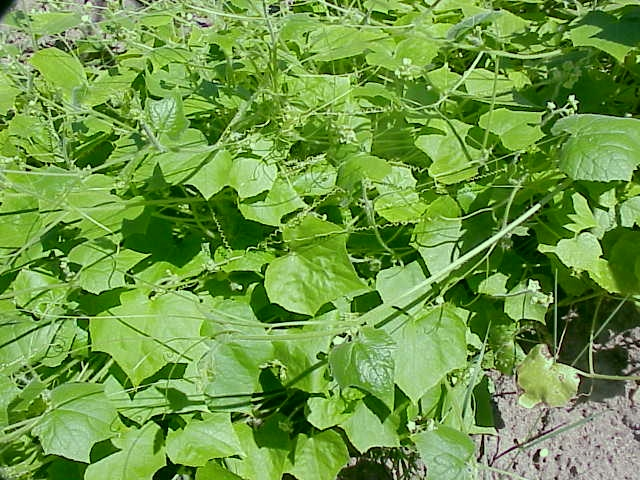
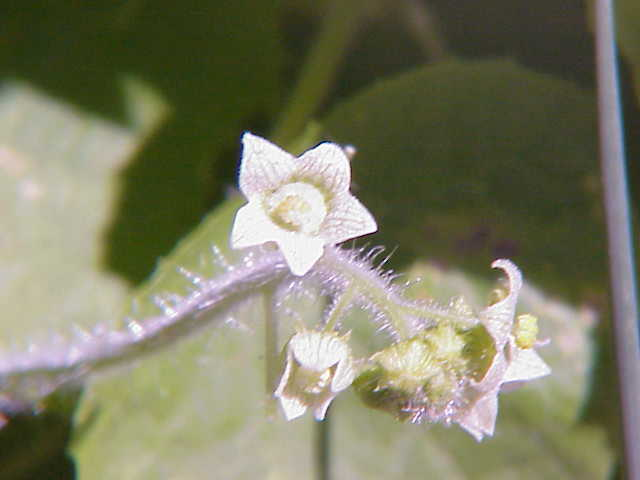
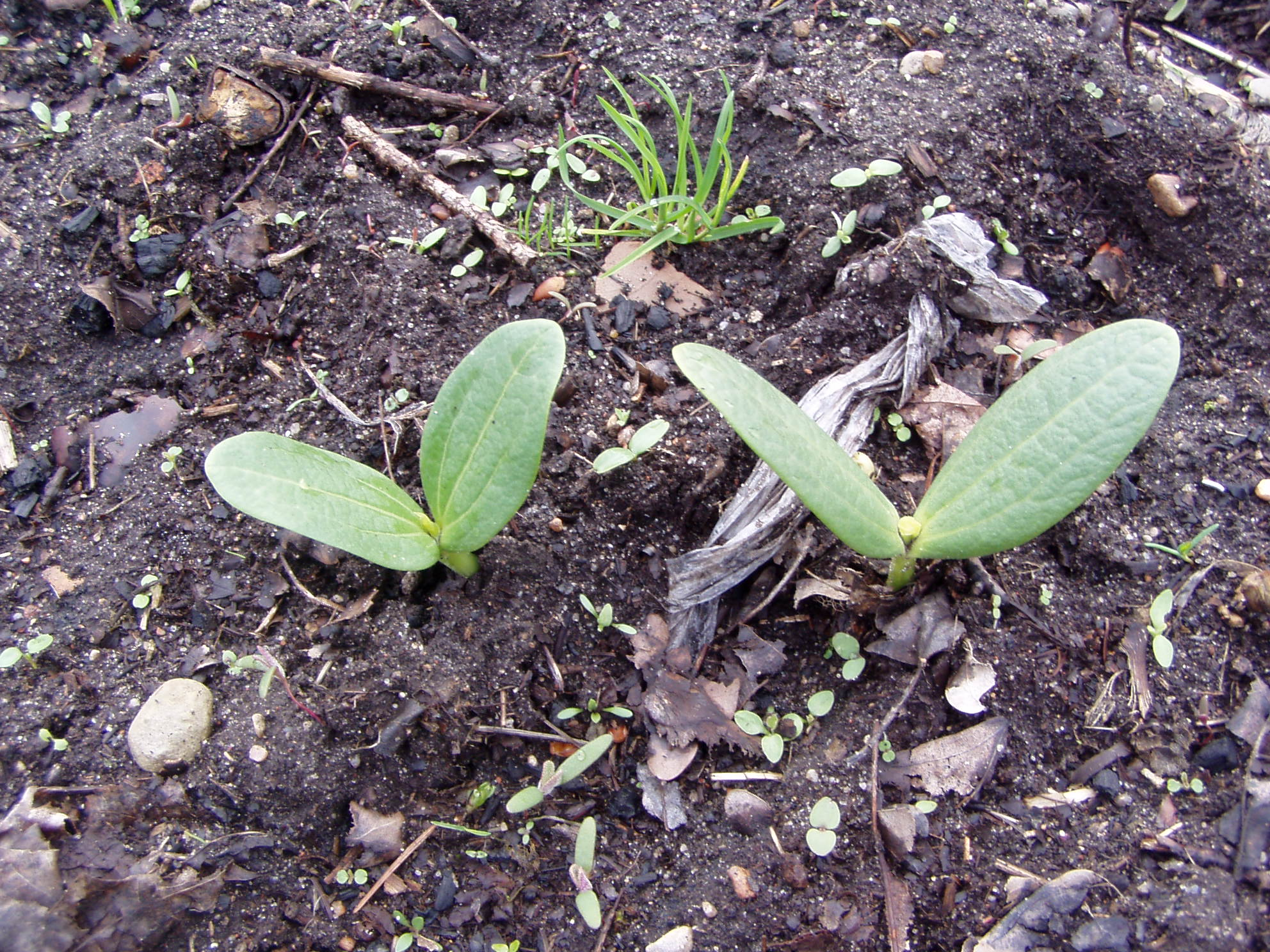
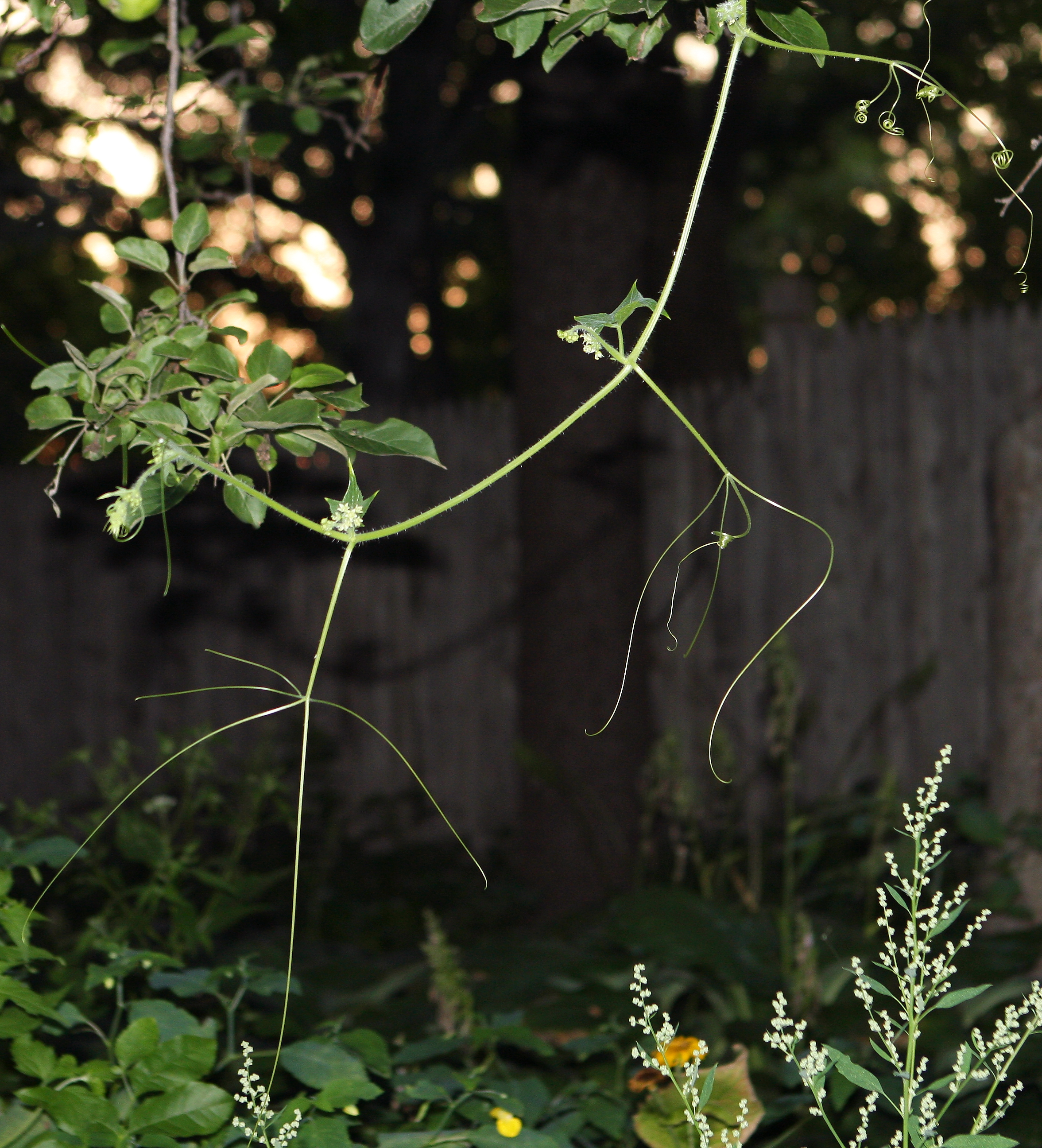